# Hiéroglyphe égyptien N1
Pour les articles homonymes, voir Ciel (homonymie).

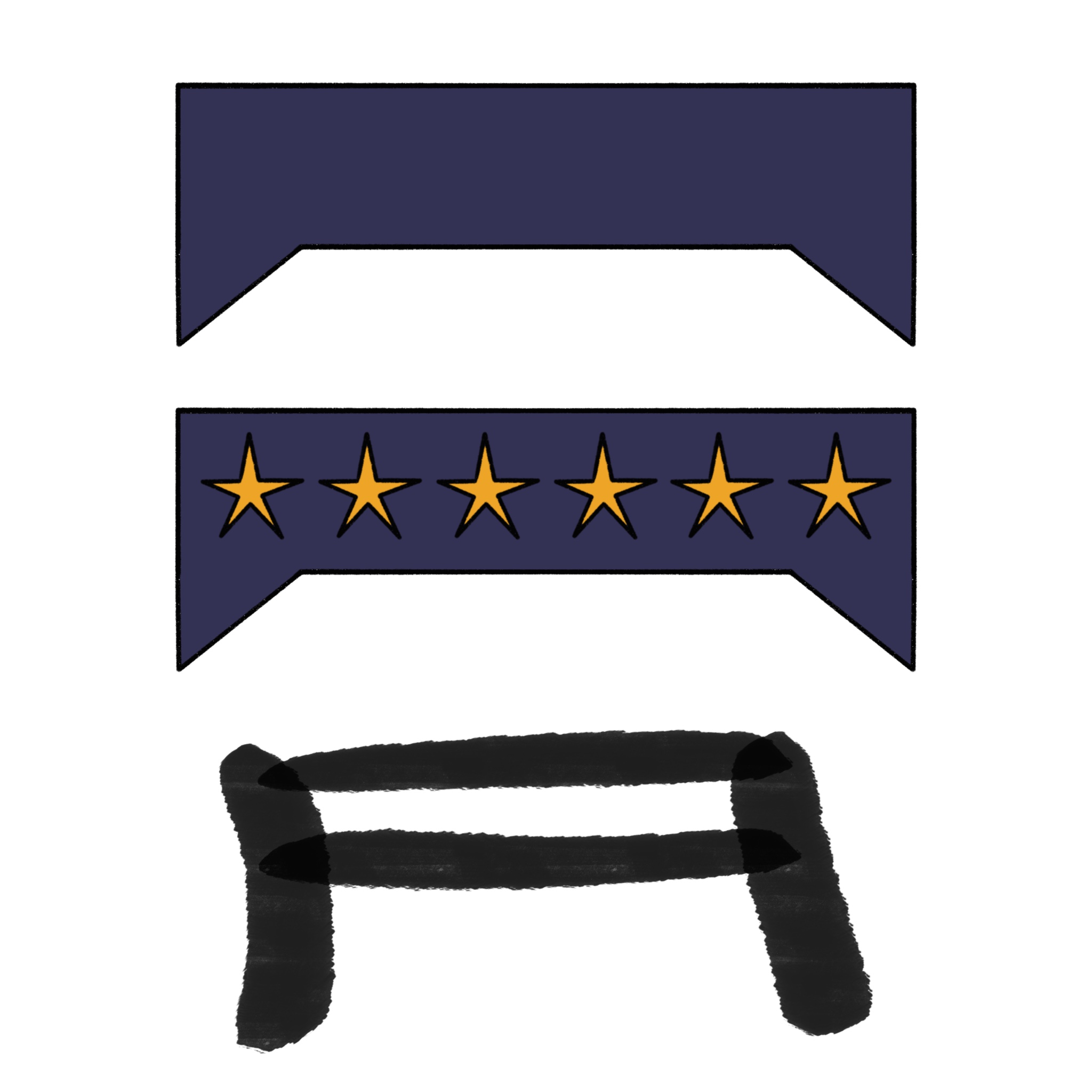
Version hiératique et hiéroglyphique

Le ciel en hiéroglyphes égyptiens, est classifié dans la section N « Ciel, terre, eau » de la liste de Gardiner ; il y est noté N1.

## Représentation
Il représente la voute céleste parfois parsemé d'étoiles jaunes. Il est translittéré pt, hȝyt, ḥry ou ḥrw.

## Utilisation
| p · t · N1 |

| p · t · N1 |

| a · x | N1 |

| a · x | N1 |

hommes) ».

C'est un déterminatif du champ lexical du ciel.
| Hr · r | t · N1 |

| Hr · r | t · N1 |

| Hr · r | y · N1 | / | N1 |

| Hr · r | y · N1 | / | N1 |

plus élevé, supérieur, ayant autorité sur, chef » et dérivés.

C'est un déterminatif de « porte » représentant un signe dérivés de signes antérieurs (variantes de O32) avec la signification « portique » dans les 
| r | W | t · y | N1 |

| r | W | t · y | N1 |

| N1 | / | h · t · N1 | / | h | i | i | t · N1 |

| N1 | / | h · t · N1 | / | h | i | i | t · N1 |

| N1 | / | h · t · N1 | / | h | i | i | t · N1 |

| N1 | / | h · t · N1 | / | h | i | i | t · N1 |

| h | A | t · N1 |

| h | A | t · N1 |

## Exemples de mots
| nw · t · N1 | B1 |

| nw · t · N1 | B1 |

| Hr · r | w | N1 |

| Hr · r | w | N1 |

| D2 · D21 | N1 · N37 | N23 · I9 | G7 |

| D2 · D21 | N1 · N37 | N23 · I9 | G7 |